# Organización territorial de Israel
La organización territorial de Israel se basa en tres niveles de gobierno: el gobierno central, los distritos y los municipios.

## Distritos de Israel
Israel está dividido administrativamente en seis distritos principales, conocidos en hebreo como mehozot (singular: mehoz) y 15 subdistritos, conocidos como nafot (singular: nafa) que se subdividen a su vez en 50 regiones naturales. Los distritos están dirigidos por un funcionario designado por el Ministerio del Interior.
| Distrito                    | Capital       | Área       | Población        |
| --------------------------- | ------------- | ---------- | ---------------- |
| Distrito Central            | Ramla         | 1.293 km²  | 1.894.400 (2011) |
| Distrito de Haifa           | Haifa         | 864 km²    | 926.700 (2011)   |
| Distrito de Jerusalén       | Jerusalén     | 652 km²    | 1.029.300 (2011) |
| Distrito Meridional         | Beerseba      | 14.231 km² | 1.086.240 (2011) |
| Distrito Norte              | Nazaret       | 4.478 km²  | 1.304.600 (2011) |
| Distrito de Tel Aviv        | Tel Aviv-Yafo | 176 km²    | 1.295.000 (2011) |
| Área de Judea y Samaria(**) | Ariel         | 5.878 km²  | 325.500 (2011)   |

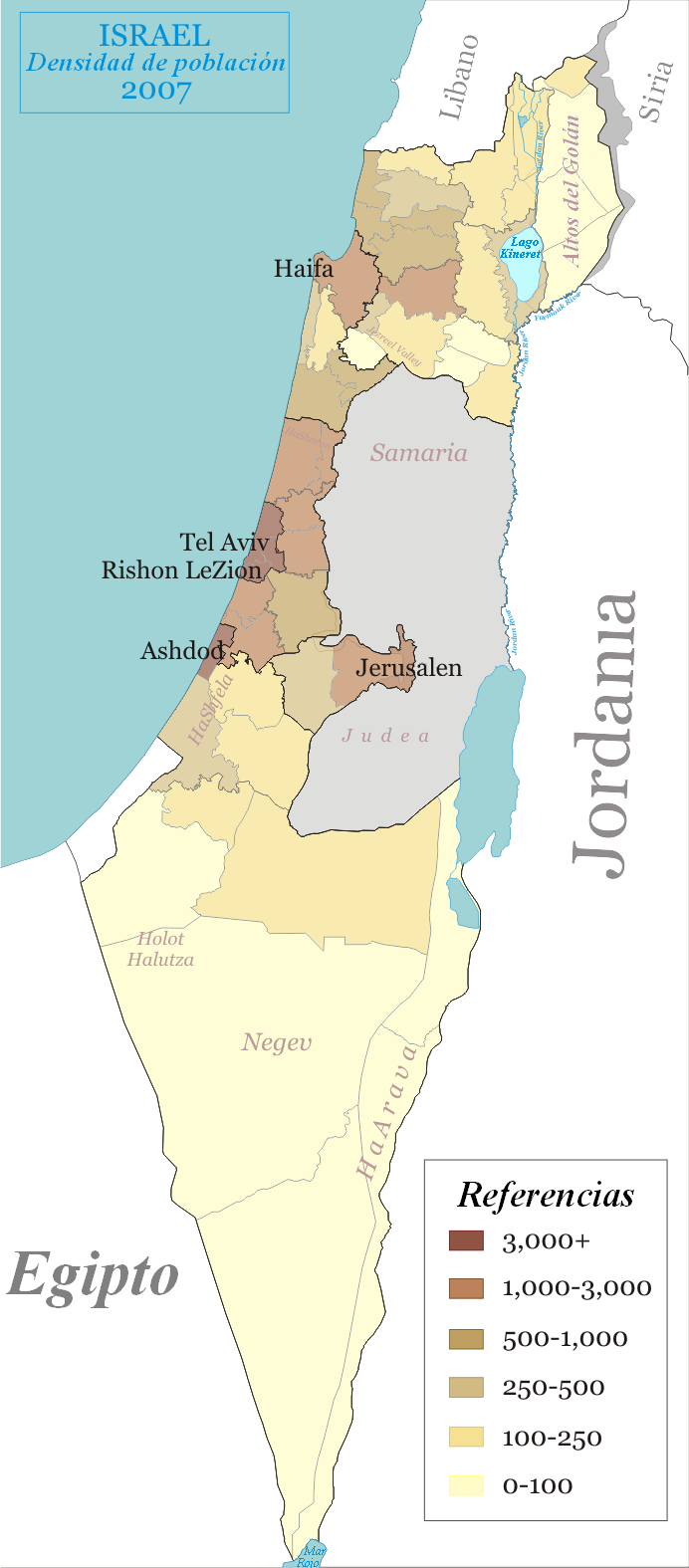
Densidad de población por región geográfica, subdistrito y distrito.

(**)El área de Judea y Samaria (Cisjordania) es considerada internacionalmente parte de Palestina.

### Subdistritos
Norte: Safed, Kinneret, Yizre'el, Acre, Altos del Golán.
Haifa: Haifa (Mehoz Hefa), Hadera 
Central: Sharon, Petah Tikva, Ramla, Rehovot, 
Sur: Ascalón, Beersheva,

### Regiones naturales
Las regiones naturales son unidades no administrativas que utiliza el Gobierno para cuestiones estadísticas y para el censo de población.

### Territorios disputados
En cuanto a los territorios en disputa ocupados por Israel, los Altos del Golán están integrados administrativamente en el distrito Norte, los asentamientos israelíes en Cisjordania en el área de Judea y Samaria, y en Jerusalén Este en el Distrito de Jerusalén.

## Municipios
El Ministerio de Interior israelí reconoce cuatro tipos de gobierno local:
- Las ciudades, que suelen tener más de 20.000 habitantes. Actualmente hay 71.
- Los concejos locales, que administran poblaciones entre 2000 y 20.000 habitantes. Actualmente hay 141.
- Los concejos regionales, que administran grupos de pueblos de menos de 2000 habitantes. Actualmente hay 54.
- Los concejos industriales, que administran grandes y complejas áreas industriales fuera de las ciudades. Hay dos concejos industriales locales: Tefen en la Alta Galilea (al norte de Carmiel) y Ramat Hovav en el Néguev (al sur de Beerseba).

Las elecciones municipales se celebran cada cinco años, y cualquier residente mayor de 18 años puede votar, sea o no israelí. Para ser elegido alcalde hay que tener más de 21 años.
Los municipios son los encargados de la educación, la sanidad y la salud públicas, la gestión del agua, el mantenimiento de la red viaria, los parques y las brigadas de bomberos. También se encargan de recaudar los impuestos locales.